# Glypta monoceros
Glypta monoceros är en stekelart som beskrevs av Johann Ludwig Christian Gravenhorst 1829. Glypta monoceros ingår i släktet Glypta och familjen brokparasitsteklar. Arten är reproducerande i Sverige. Inga underarter finns listade i Catalogue of Life.